# Prix Lipp Suisse
Pour les articles homonymes, voir Lipp (homonymie).
Le prix Lipp Suisse est un prix littéraire suisse créé en 1988.
Ce prix a été créé par Anton Jaeger, fondateur des brasseries Lipp en Suisse sur le modèle du Prix Cazes brasserie Lipp de la maison-mère parisienne.
Le prix est annuel et récompense alternativement (depuis 2002) une œuvre d'un écrivain suisse en français et dans une autre langue nationale traduite en français. Il est doté de 10 000 francs, partagés avec le traducteur le cas échéant.
À partir de 2007, le jury du prix décerne également la bourse Anton Jaeger du premier roman, d'un montant de 5 000 francs.
Le prix est supprimé en 2013.

## Lauréats
- 1988 : La parole volée de Michel Bühler, Bernard Campiche éditeur
- 1989 : Arrêt sur image de Luc Weibel, Zoé
- 1990 : L'ombre de mémoire de Bernard Comment, Christian Bourgois
- 1991 : Un balcon sur la Mer de Mireille Kuttel, L'Âge d'Homme
- 1992 : Le triomphe des Eléphants de Claude Delarue, Seuil
- 1993 : La griffe de Jacques-Étienne Bovard, Bernard Campiche éditeur
- 1994 : La Matta d'Adrien Pasquali, Zoé
- 1995 : Isola Bella d'Armen Godel, Bernard Campiche éditeur
- 1996 : Le miel du lac de Gilbert Salem, Bernard Campiche éditeur
- 1997 : L'homme seul de Claude Frochaux, L'Âge d'Homme
- 1998 : Le feu au lac de Jean-Luc Benoziglio, Seuil
- 1999 : Le harem en péril de Rafik Ben Salah, L'Âge d'Homme
- 2000 : Les dérives du jars de Pierre Louis Péclat, L'Âge d'Homme
- 2001 : Les vivants de Pascale Kramer, Calmann-Lévy
- 2002 : Évangile selon Judas de Maurice Chappaz, Gallimard
- 2003 : Fleurs d'Ombre d'Alberto Nessi, La Dogana
- 2004 : Un étang sous la glace d'Yvette Z'Graggen
- 2005 : Comme si de rien n’était, de Rut Plouda (traduction de Gunhild Hoyer)
- 2006 : La pension Marguerite de Metin Arditi
- 2007 : Le livre de mon père de Urs Widmer
- 2008 : Les créatures du Bon Dieu de Daniel Maggetti
- 2009 : Melnitz de Charles Lewinsky
- 2010 : Tout là-bas avec Capolino de Jean-Marc Lovay, Zoé
- 2011 : OHIO de Ruth Schweikert
- 2012 : Un roi de Corinne Desarzens
- 2013 : La mer encore de Ilma Rakusa